# Mulheres na cavalaria medieval

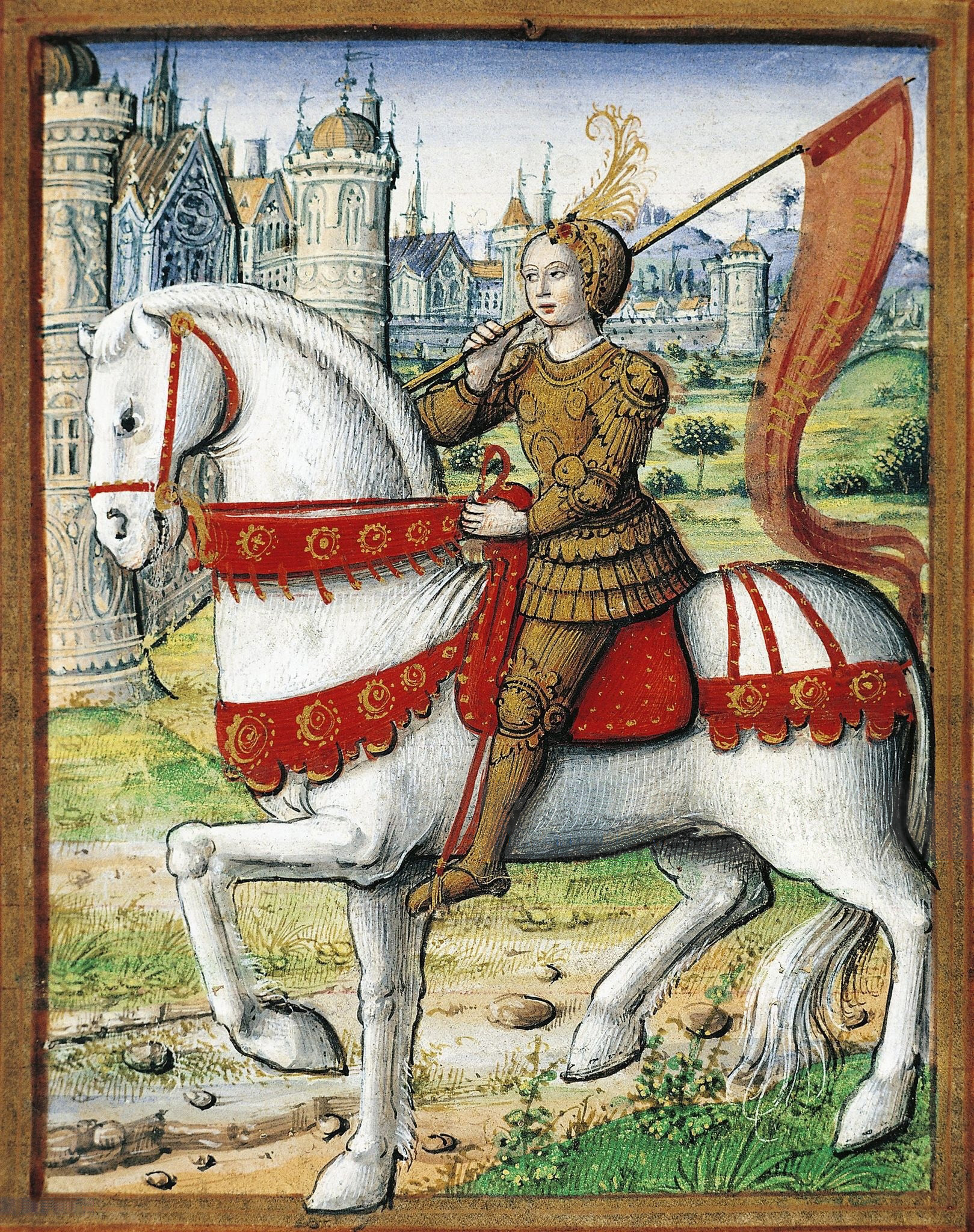
Joana D'arc

Cavaleira, em francês chevalière, em latim Equitissa, ou Militissa, na história da cavalaria medieval a figura masculina do cavaleiro, um homem nobre virtuoso que se coloca a disposição dos senhores feudais, monarcas e da igreja para defender aqueles que precisavam de sua ajuda é a principal, pois a maioria desses guerreiros eram homens; contudo, na idade média, ao contrário do que se imagina, também houve mulheres que em tempos de crise ou de paz, pelos mais diversos motivos, se tornaram cavaleiras, a figura de Joana D'arc, é a primeira imagem que vem a mente de uma pessoa quando se pensa em uma cavaleira, embora não haja consenso entre os historiadores se Joana realmente tenha pegado em armas e combatido em seu cavalo ou se ela era apenas um símbolo de fé para os cavaleiros franceses na batalha.

## Cavaleiras notáveis
Alem de Joana D'arc, houve outras mulheres que se tornaram cavaleiras durante a idade média, exemplos notáveis temos :
Joana de Flandres: Lutou na guerra pela sucessão da Bretanha,durante a guerra ela organizou soldados e trincheiras, resistiu ao cerco imposto por Carlos de Blois até que este desistisse de conquistar seu castelo, durante esse meio tempo ela incendiou tendas e os suprimentos de Carlos,o que lhe deu o apelido de Joana a Chama.[carece de fontes?]
Inês Randolfo (no original, Agnes Randolph), condessa de Dunbar e Moray, era a filha mais velha de Tomás Randolfo, conde de Moray, sobrinho do rei Roberto I Bruce, e de sua esposa Isabel, filha de Sir João Stuart, de Bonkill. Casou-se em 1320 com Patrício, conde de Dunbar (1282 - 1369), como sua segunda esposa. Sua pele branca, os olhos e cabelos negros lhe valeram o apelido de "Inês Negra" (black Agnes). Quando o conde se ausentou em uma campanha militar, em 1337, as forças inglesas conduzidas por Salisbúria e Arundel sitiaram o castelo de Dunbar. Inês comandou a defesa durante o cerco e após aproximadamente 6 meses de ataques e provocações, Salisbúria foi obrigado a levantar o cerco e partir com seu exército.[carece de fontes?]
Ida da Áustria: Liderou seu próprio exército na cruzada em 1101.
Florine da Borgonha (1083 — 1097) foi uma cruzada francesa.

## Ordens de cavalaria femininas

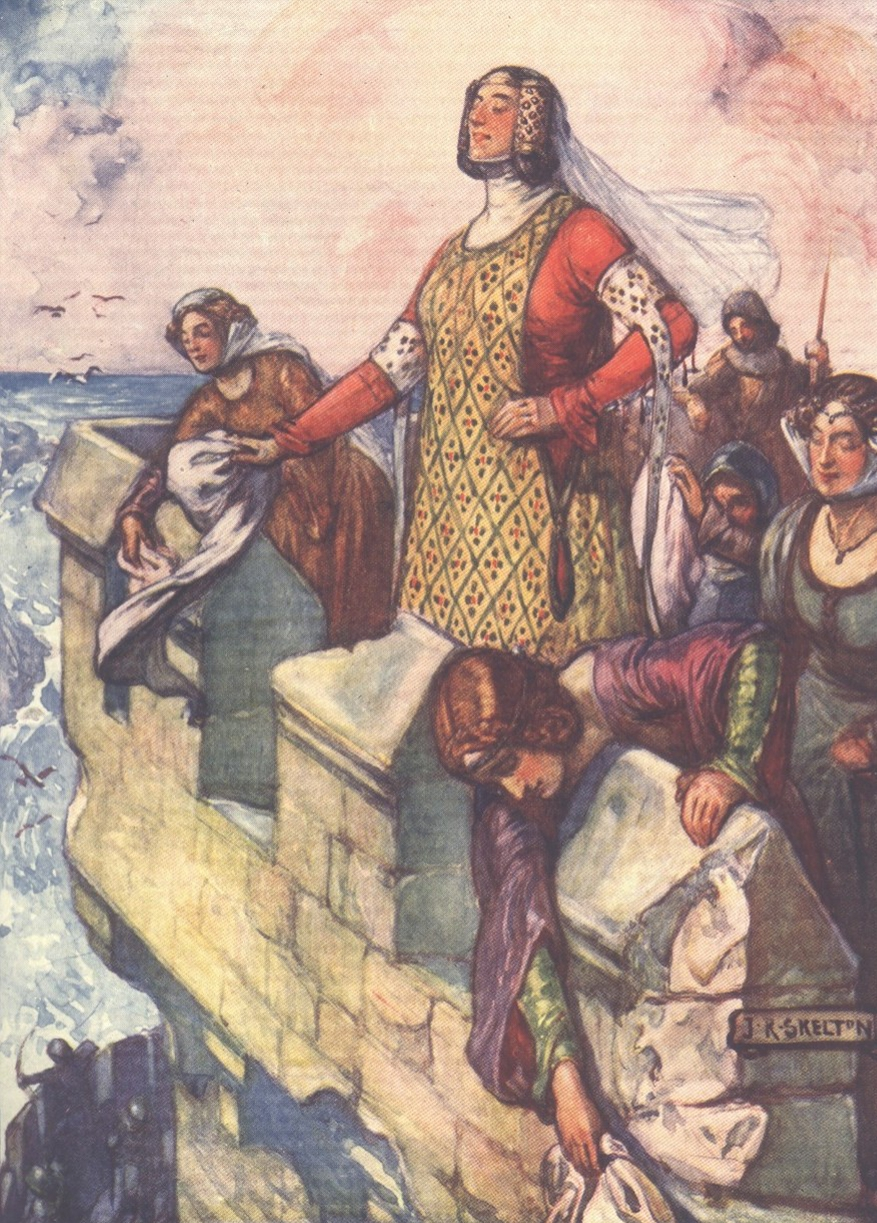
"Inês Negra" da Escócia

Na Idade Média existiram diversas ordens de cavalaria tanto honoríficas como militares. Embora a maioria dessas instituições fossem compostas majoritariamente por homens, há a comprovação de algumas ordens militares possuírem mulheres associadas a elas.

### NaInglaterraeReino unido
Mulheres foram nomeadas para a Ordem da Jarreteira praticamente desde a sua fundação, no total 68 mulheres foram nomeadas no período entre 1358 e 1488, incluindo todas as consortes. Embora muitas fossem mulheres de sangue real, ou esposas de cavaleiros da Ordem da jarreteira, algumas mulheres curiosamente não o eram. Elas usavam uma fita no braço esquerdo e algumas são representadas em suas lapides com este adorno.  

### NaFrança

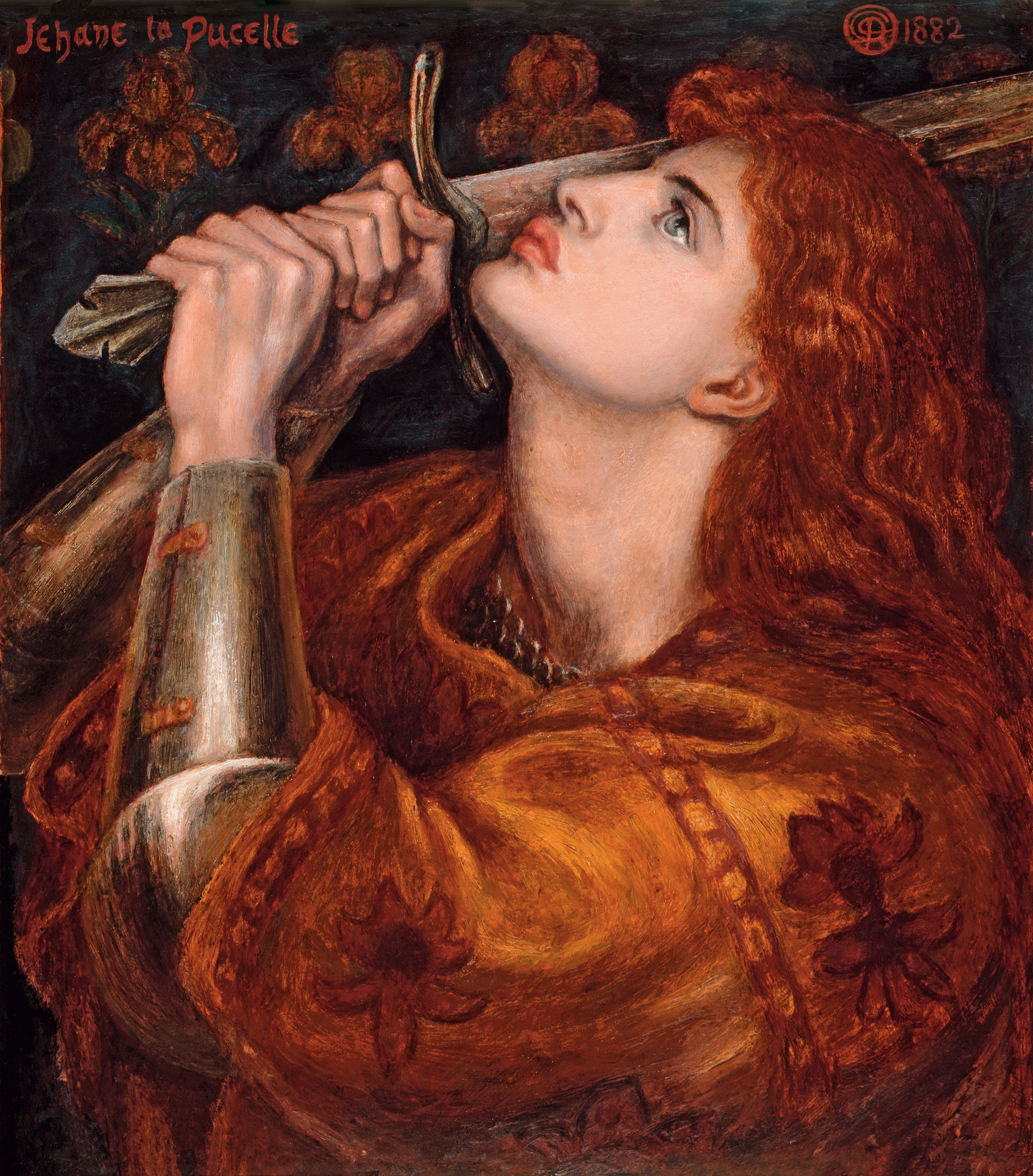
Joana D'arc por Dante Gbriel Rossetti

O francês medieval possuía duas palavras; chevaleresse e chevaliére, o primeiro era concedido a esposas de cavaleiros, o segundo parece ter sido o nome dado as cavaleiras, e seu uso remonta ao século XIV. Aqui temos uma citação de Menestrier, que foi um escritor do século XVII sobre o cavalheirismo. "Não era sempre necessário ser a esposa de um cavaleiro para ter este titulo."
Algumas ordens francesas modernas incluem mulheres, por exemplo a Legion d'Honneur desde meados do século XIX, mas geralmente são chamadas de chevaliers (1772-1859). Ouve recentemente um pedido de alguém da ordem de Mérite para ser chamada de chevalére, tendo o seu pedido concedido em  20 de janeiro de 2000.

### NaItália
A Ordem da Santíssima Virgem Maria (em italiano, Frati della Beata Gloriosa Vergine Maria), foi criada por dois nobres homens bolonheses Londerigo Degli Andaló e Catalano de Guido em 1223, e aprovada pelo Papa Alexandre IV em 1261, sendo a primeira Ordem a conceder o grau de Militissa para mulheres.

### NaPeninsula Ibérica
A ordem do Machado surge em Tortosa, tendo surgido após um cerco contra a cidade de Tortosa quando havia poucos homens na cidade. Os poucos homens que ficaram na cidade enviaram mensagem ao Duque pedindo auxílio, mas este encontrava-se impossibilitado de enviar reforços, o que fez os habitantes da cidade pensarem em se renderem. Nesse momento as mulheres, e até mesmo as crianças que estavam dentro da cidade, colocaram roupas e as armaduras que encontraram pela cidade e foram para a defesa da cidade; ao verem uma quantidade grande de cavaleiros na cidade, os inimigos levantaram o cerco e foram embora. Em honra a essas bravas mulheres, o Duque criou uma nova ordem de cavalaria e conferiu a elas isenção de impostos. Essa ordem de cavalaria deveria ser hereditária, porém aparentemente acabou depois que a última desta ordem faleceu, sem ser passada adiante.[carece de fontes?]